# Fella Werke
AGCO Feucht GmbH è un'azienda tedesca con sede a Feucht, a Sud di Norimberga in Baviera), specializzata nella progettazione, produzione e commercializzazione di macchinari agricoli per la fienagione.
Il nome originario, sino al 2011 era quello di Fella che sembra derivare dall'egiziano fellah che significherebbe contadino o agricoltore.

## Storia recente
Fella vanta una storia lunga quasi un secolo in cui ha conosciuto periodi di espansione ed altri momenti più difficili. Nel 1988 ci fu un management buyout in cui Peter Timmermann divenne amministratore delegato, per vendere l'anno seguente al gruppo di investimento olandese Netagco. Quest'ultimo investì nell'azienda rinnovando completamente ed ampliando lo stabilimento produttivo esistente.
Nel 2004, Fella venne acquisita dal gruppo ARGO, tramite la controllata Laverda. Nel 2007, il gruppo ARGO cedette il 50% di Laverda (compresa la quota di Fella Werke) al gruppo americano AGCO, il restante 50% venne ceduto nel 2011 e Fella Werke è ora parte integrate del gruppo..

## Gamma prodotti

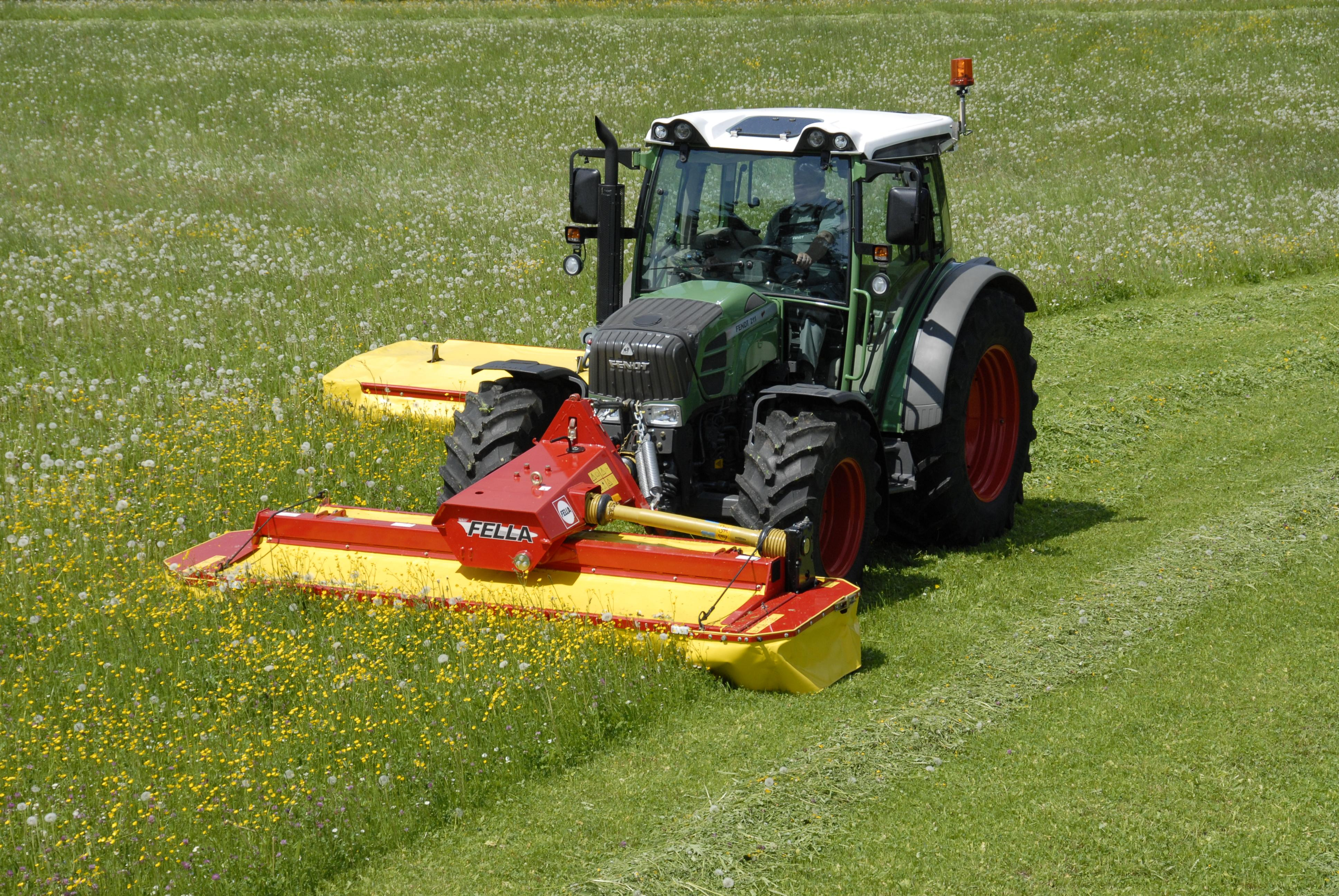
Trattore Fendt con falciatrici Fella

AGCO Feucht attualmente produce falciatrici a tamburo e a dischi, spandivoltafieno e ranghinatori, compresi condizionatori per foraggio.
Le falciatrici a tamburo sono prodotti in lunghezze comprese tra 1.65 m fino a 3.06 m, mentre la gamma di falciatrici a dischi parte da 1.66 m fino a 9.30 m; questi sono disponibili con diverse tipologie di condizionatori per foraggio.
Gli spandivoltafieno della gamma Fella partono dai 4.00 m fino a 17.50m, il più ampio disponibile sul mercato.
La gamma dei ranghinatori parte da 3.40 m per arrivare ai 12.50 m.

## Stabilimento produttivo

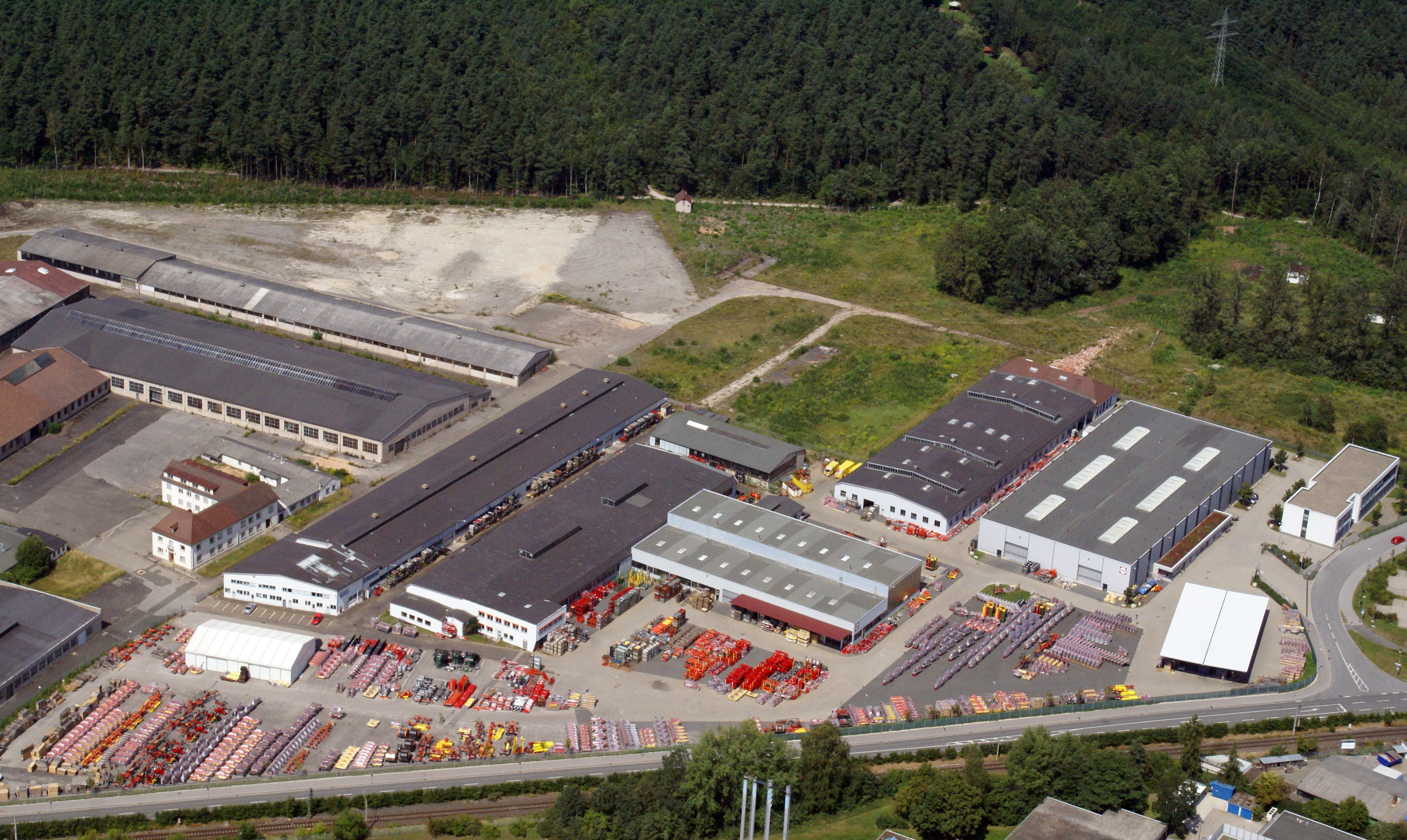
Veduta dello stabilimento produttivo Fella a Feucht, Germania, 2010

Nel 1997, Fella introduce una nuova filosofia nel suo stabilimento produttivo: in pratica vennero creati quattro stabilimenti indipendenti all'interno dello stabilimento (uno per le falciatrici a tamburo, uno per le falciatrici a disco, uno per gli spandivoltafieno ed uno per i ranghinatori), ciascuno interamente responsabile per la tipologia di prodotto in esso costruito. Grazie a questa nuova organizzazione, Fella riuscì a migliorare sensibilmente il livello di produttività, flessibilità produttiva e qualità, arrivando a vincere nel 1998 l'International Best Factory Award.